# Olimpijskij
Olimpijskij (russisk: Олимпийский; tr. Olimpijskij) er en stort indendørsarena i Moskva i Rusland. Den blev opført til OL i 1980, hvor den blev anvendt til basketball og boksning. Den har også været brugt til VM i gymnastik i 2006 samt VM i bandy for herrer i 1989 og 2008. Desuden var det i Olimpijskij, at Eurovision Song Contest 2009 blev afholdt.
Hallen har plads til 28.082 tilskuere, og den har tag, der kan rulles fra.